# Christoph Zielinski

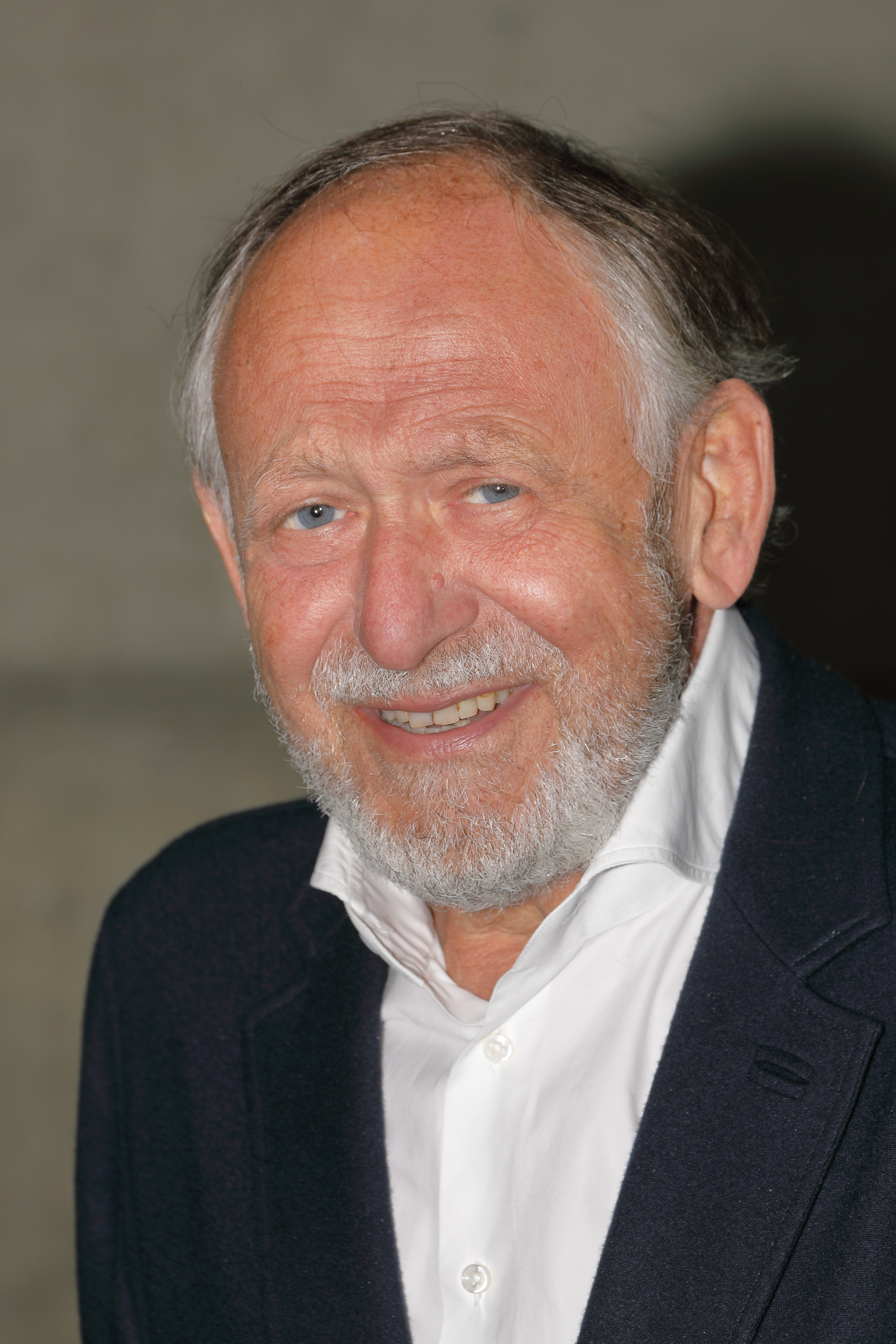
Christoph Zielinski (2024)

Christoph Zielinski (* 20. Mai 1952 in Wieliczka) ist ein österreichischer internistischer Onkologe. Er ist seit 1992 Professor für Innere Medizin und klinische Immunologie unter besonderer Berücksichtigung klinisch-experimenteller Onkologie. Seit ihrer Gründung bis jetzt ist Zielinski Präsident der Central European Cooperative Oncology Group (CECOG; www.cecog.org). Seit Mai 2020 ist Zielinski Ärztlicher Direktor der Wiener Privatklinik.

## Leben
Zielinski ist Sohn des Schriftstellers Adam Zielinski und seiner Frau Sophie. Im Jahr 1957 gelangte er mit seinen Eltern nach Wien, wo er die schulische Ausbildung 1970 beendete. Er studierte Medizin an der Universität Wien und promovierte 1976. Von 1976 bis 1978 war Zielinski Assistent am Institut für Immunologie der Universität Wien und begann 1978 seine Ausbildung zum Facharzt für Innere Medizin an der II. Medizinischen Univ. Klinik in Wien. 1979 bis 1981 war er Fellow am Cancer Research Center der Tufts University nahe Boston unter Professor Robert S. Schwartz. Nach Wien zurückgekehrt, beendete Zielinski seine Ausbildung zum Facharzt für Innere Medizin an der II. Medizinischen Univ. Klinik unter Georg Geyer. Über ihn kam er Mitte der 1980er Jahre zu seinem „Lebensthema“ („Machen Sie doch Krebs“), habilitierte 1986 in Klinischer Immunologie sowie 1988 in Innerer Medizin, und wurde 1992 zum Professor für Klinisch-Experimentelle Onkologie ernannt. 2001 wurde Zielinski von Rektor Winckler der Universität Wien zum Leiter der Klinischen Abteilung für Onkologie an der Klinik für Innere Medizin I ernannt. 2004 bis 2017 war er Vorstand der I. Universitätsklinik für Innere Medizin der Medizinischen Universität Wien. Von 2008 bis 2010 war er Vizerektor der Medizinischen Universität Wien. 2010 wurde er zum Koordinator, 2013 seitens der Medizinischen Univ. Wien zum Leiter des Comprehensive Cancer Center, einer gemeinsamen Einrichtung der Universität und des Allgemeinen Krankenhauses (AKH) ernannt, dem er bis Ende 2018 als Leiter vorsaß.
1998 gründete Zielinski die Patienteninitiative „Leben mit Krebs“ zur Enttabuisierung von Krebserkrankungen in der Öffentlichkeit. Die Initiative hat in Zusammenarbeit mit dem ORF-Landesstudio Wien in regelmäßigen Abständen Informationsabende und seit 2000 den alljährlichen „Krebstag“ im Wiener Rathaus veranstaltet.
Seit 1999 ist Zielinski Präsident der Central European Cooperative Oncology Group (CECOG). Seitens der European Society of Medical Oncology ESMO wurde er für die Jahre 2014 und 2015 in das Leitungsgremium Executive Committee gewählt. Er wurde 2019 Mitglied des ESMO Council, dem er bis 2024 angehörte. Zielinski fungierte als Local Officer der Kongresse der European Society for Clinical Oncology (ESMO, 2012) und der European Cancer Organization (ECCO, 2015). 2021 wurde ihm vom Präsidenten der Republik Polen die Mitgliedschaft in der Polnischen Akademie für Kunst und Wissenschaft verliehen.
Zielinski war Herausgeber der deutschen Ausgabe des Journal of Clinical Oncology und in den Jahren 2016–2024 Editor-in Chief der Open-Access-, Peer-Review-Zeitschrift ESMO Open - Cancer Horizons (www.esmoopen.com), die von der European Society for Medical Oncology (ESMO) gemeinsam mit dem Verlagshaus Elsevier publiziert wird. Seit Juni 2025 ist Zielinski Chairperson des Editorial Boards des wissenschaftlichen Peer-Review-Journals BMJ Connections Oncology. 
Die Literatur- und Zitationsdatenbank Scopus führt ihn als Autor bzw. Mitautor von 631 Fachpublikationen und schreibt ihm einen h-Index von 90 zu (Stand: 2025).
Zielinski hat in den Jahren 2022–24 gemeinsam mit Herbert Lackner, dem ehemaligen Chefredakteur der Zeitschrift "Profil" zwei Bücher mit medizinisch-historischem Inhalt ("Die Medizin und ihre Feinde" sowie "Dem Krebs auf der Spur") publiziert. 2025 ist seine erste Erzählung namens "Laurenzerberg" erschienen. Alle drei Bücher wurden beim Wiener Verlag Carl Ueberreuter verlegt.
Seit 1994 ist Zielinski mit der ehemaligen ORF-Moderatorin Ricarda Reinisch-Zielinski verheiratet.  Gemeinsam haben sie einen Sohn. Aus seiner ersten Ehe hat Zielinski zwei weitere Kinder.

## Auszeichnungen
- 1986: Kardinal-Innitzer-Förderungspreis für Human- und Veterinärmedizin
- 2003: Anton-Gindely-Preis
- 2003: Preis der Stadt Wien für Medizinische Wissenschaften[1]
- 2013: Verleihung des Titels eines Doctor honoris causa durch die Titu Maiorescu Universität in Bukarest
- 2014: Großes Silbernes Ehrenzeichen für Verdienste um die Republik Österreich[4]
- 2016: Großer zentraleuropäischer Preis für innovative interdisziplinäre Krebsforschung der Stadt Wien
- 2018: Goldenes Ehrenzeichen für Verdienste um das Land Wien[5]

## Publikationen (Auswahl)
- Herbert Lackner, Christoph Zielinski: Die Medizin und Ihre Feinde: Wie Scharlatane und Verschwörungstheoretiker seit Jahrhunderten Wissenschaft bekämpfen, Carl Ueberreuter Verlag, Wien 2022, ISBN 978-3-8000-7796-0.
- Herbert Lackner, Christoph Zielinski: Dem Krebs auf der Spur: Die Erfolgsgeschichte der Krebsforschung, Carl Ueberreuter Verlag, Wien 2024, ISBN 978-3-8000-7880-6.
- Laurenzerberg, Roman, Carl Ueberreuter Verlag, Wien 2025, ISBN 978-3-8000-7890-5.